# 鶴澤三二
鶴澤 三二（つるさわ さんじ）は、義太夫節三味線方の名跡。初代が元は検校であり三二検校といったことに由来する。鶴澤姓の元祖名。
抑鶴澤氏友治郎之名義たるや其由来此巻に判然として三二検校に始ると云り、頗三弦の妙手にあらざれば此名跡を継を許さゞるを確き則とす。一、鶴澤友郎（※ママ　鶴澤友治郎）は前名三二と云し御人正徳享保の頃盛んにして鶴澤の元祖也。此名前殊の外大切なり。容易に相続すべからず。弟子共芸道相応に相成相続致度節は、大坂表三味線の長たる人に相談の上相続すべし。未熟の芸にて気儘に相続決て不相成又他人たり鶴澤家にて時に応じ芸道上達人名前所望致候節は譲るべし。併相続後勝手に外々へ名前譲り候事無之様弟子共より相守可申又名前相続人無之節は弟子中え名前預り相守可申事ー『増補浄瑠璃大系図』

## 初代
初代鶴澤三二　⇒　初代鶴澤友次郎（友治郎・友二郎）
竹本座二代目の三味線筆頭。鶴澤派（姓）の創始者。盲人であり元は三二検校といった。
「（竹澤）権右衛門の門弟なれども、自ら氏を鶴澤の一派に立る是鶴沢の元祖なり」「師匠権右衛門も追々老衰に及び三二に立三弦を譲り引込れし後」-『増補浄瑠璃大系図』等の、竹本座初代の三味線筆頭である竹澤権右衛門の門弟とする資料もあるが、「竹澤の千尋のかげに遊ぶ鶴澤の千年までもこの流久しかれ」「権右衛門との年差二十以上は確かであらうが、親子ほどの隔りはあっても、子飼の弟子でないのは勿論、特に教を請うたこともなく、寧ろ親善関係を恠しませる形跡さへ窺へる。竹本座の入座に当たつて幾何かの世話を請けたにせよ、その交道は相識間の長者に対する礼意と情誼に尽きるのではあるまいか。「権右衛門の門弟なれども、自ら氏を鶴澤の一派に立つ」といふ「三味線系譜」の筆遣ひには含みがある。彼は竹澤より姓を分たれたのではく、鶴澤姓を自立したのである。（略）三二に対して権右衛門は一字の師であっても、権右衛門に取って三二は執贅の門人ではないのであろう。何人を師伝とするとしても、三二の技倆はすでに入室の域に迫っていたからである。」と、『当流浄瑠璃三味線の人人』にある通り竹澤から鶴澤が分かれたのではく鶴澤姓を創始した。
『増補浄瑠璃大系図』は「貞享の頃より師に随ひ西の芝居脇場を勤る」とするが、しかし、『三味線の人人』によれば、正徳4年（1714年）4月竹本座 近松門左衛門作『相模入道千疋犬』を初出座とし「賓客を迎うるが如き厚遇の下に、その四段目口の一場を受け持つことになった。恐らくこれが彼の初舞台であらふ。」と記す。『相模入道千疋犬』四段目口の「神おろし」の景事の本文に「奴隷下部に至るまで男の通ひを禁制し、鶴澤とふ琵琶師盲人は苦しからじとて。」「忝くも某は源氏嫡嫡の嫡流。新田殿の郎党名張八郎為勝といふ新米座頭。」とあることから、以前の出座があった可能性を考慮しても、この『相模入道千疋犬』四段目口が鶴澤三二の竹本座での披露であったことは間違いなく、「三味線を眼目とする手のこんだ「神おろし」の景事曲に、得意の腕を存分に揮はせたあとで、偽狂女に嬲られながら逃げ惑ふおどけ坊主の鶴澤座頭を、櫃中の一轉、辯慶紛ひの豪快な名張八郎と再現させ、その口から新米座頭の名告に、入座の披露を満場に鳴り響かせる変通自在な趣向は、三二を印象づけるために至れり尽せりの膳立で、到底近松の筆先の綾とばかり簡単には受取れぬ。（略）「三二検校ともいはれしほどの盲人」で、検校としての名望実力が至高絶倫であったにせよ、興行上には未だ寸毫の功労もなく、「竹澤の千尋のかげに遊ぶ鶴澤」に過ぎない彼を、群鶏中の一鶴と祭りあげ、事々しく花を持たせ高く買ってゐる竹本座の歓待ぶりは何事ぞや。他に複雑なる事情の伏在を推測してもその真因は追及し難いが、この破天荒な抜擢に次いで権右衛門の退座が具現されたとすると、両者の関係にいかにして暗雲の低迷を否み得ないのである。しかもその中にも亦た竹本座が三二のために新姓を謳歌してゐることは、やがて当流三味線業者間に一脈の習性を作って、冠澤の改姓運動を進める先端を開いたのではないかといふ疑をも挟ませるのであるが、要するに鶴澤・野澤・豊澤の三派が、極めて短き一画期に出現したその理由を認識することに、権右衛門との師弟関係を解決する唯一の鍵は存するであろう」と細川景正は指摘している。
正徳5年（1715年）11月竹本座 近松門左衛門作『国性爺合戦』からは竹本座二代目の立三味線となり、3年越し17ヶ月の世界初のロングラン公演をもたらした。『増補浄瑠璃大系図』によれば、初代政太夫の語った三段目 切と竹本頼母らが語った九仙山の二場を弾いた。後に二代目義太夫を継いだ竹本座二代目櫓下の初代政太夫を二代目の立て三味線として弾いた。
享保5年（1720年）正月竹本座『国性爺合戦』で三二事初代鶴澤友二郎（友次郎・友治郎）を襲名。九仙山を弾いた。
享保17年（1732年）4月竹本座『用明天皇職人鑑』「鐘入りの段」で初代政太夫を弾く。この「鐘入りの段」は出語り・出遣いの始まりと言われる。
『義太夫年表近世篇』によれば、祐田『邦楽年表近世篇』への書入れに「鐘入りのだん 三味線 三二事鶴澤友治郎」と、この時を初代友治郎の襲名としているが、前述の通り襲名は享保5年（1720年）である。
元文元年（1736年）2月竹本座 では初代政太夫事二代目義太夫の竹本上総少掾受領記念『天神記冥加の松』で上総少掾を弾いた。この時に「此時受領祝として芝居の表へ進物を初て飾るなり」と、初めて進物を劇場の表に飾った。
延享元年（1744年）竹本播磨少掾没後、播磨少掾追善として「八曲筐掛絵」が上演され、立三味線を勤めた。
「播磨少掾死去の後、浄瑠璃のれつを定め、初段の切錦太夫、弐の切政太夫、三の切此太夫、四の切島太夫、其外紋太夫・百合太夫・杣太夫・其太夫、いづれも浄瑠璃の高下にて役場を割、三絃は鶴沢友次郎・同平五郎、人形は吉田文三郎・同才次・桐竹助三郎・同門三郎・山本伊平次、是らにて相勤たり」と、竹本座の陣容が定まった記述が『浄瑠璃譜』にあり、後に二代目鶴澤三二を襲名する門弟の平五郎を二枚目に、播磨少掾没後も立三味線を勤めたことがわかる。
『浪花其末葉』の鶴澤友次郎評に「播磨殿此世を去り給ふ砌。此人も芝居御引にていかゞなられしと思ひしに。去々年（延享二年）陸竹芝居京都へ登ル折から。一ヶ月御つとめ。佐和太夫殿と（『用明天皇職人鑑』の）鐘入りの出語り。都にてお上手の評判」とある。
寛延2年（1749年）7月24日没。最後の舞台は同年4月竹本座『粟島譜嫁入雛形』、大切 出語り竹本大隅掾 ワキ竹本千賀太夫 三絃 鶴澤友次郎であった。折しも命日の7月24日は竹本座で『双蝶々曲輪日記』の初日が開いた日であった。華々しいデビューから1年で竹本座の二代目の立三味線となって以来、没するまで竹本座の立三味線を勤め続けた。
門弟には、初代大西藤蔵（鶴澤本三郎）、鶴澤文蔵（二代目友次郎）、二代目鶴澤三二、鶴澤重次郎、初代鶴澤寛治、鶴澤市太郎、鶴澤名八他がおり、『三味線の人人』は「僂指にあまる後世立物の逸材を麾下に揃へた寛厚に於ても（竹澤）権右衛門を凌ぐ大器量人」と評している。

## 二代目
鶴澤平五郎 ⇒ 二代目鶴澤三二
初代の門弟。当時の番付には三味線弾きは太夫との連名で記載されていたわけではなく、上位数名の三味線弾きの名前しか出ていないことから、初出座等は不明。『義太夫年表近世篇』で鶴澤平五郎の名前が確認できるのは、師匠初代友次郎と共に勤めた延享元年（1744年）11月竹本座の竹本播磨少掾追善の「八曲筐掛絵」の二枚目である。
「播磨少掾死去の後、浄瑠璃のれつを定め、初段の切錦太夫、弐の切政太夫、三の切此太夫、四の切島太夫、其外紋太夫・百合太夫・杣太夫・其太夫、いづれも浄瑠璃の高下にて役場を割、三絃は鶴沢友次郎・同平五郎、人形は吉田文三郎・同才次・桐竹助三郎・同門三郎・山本伊平次、是らにて相勤たり」と、竹本座の陣容が定まった記述が『浄瑠璃譜』にあり、師匠初代友次郎を筆頭に、竹本座の二枚目を勤める実力者であった。
同年7月『夏祭浪花鑑』、翌延享3年（1746年）正月『楠昔噺』、同年5月『竹本播磨少第三年忌 追善仏御膳』『故竹本義太夫三十三回忌 追善重井筒』と、師匠初代友次郎が播磨少掾没後に竹本座を離れ、京の陸竹座等に出座していた間の公演の番付では三味線の筆頭を勤めている。二枚目は後に初代大西藤蔵となる鶴澤本三郎であり実力のほどをうかがわせる。同年8月に師匠初代友次郎が竹本座に復して以降は、筆末に名を連ねている。
しかし、延享4年（1747年）8月竹本座『傾城枕軍団』を最後に竹本座を離れ、翌寛延元年（1748年）正月からは豊竹座に出座し、上二枚目（筆頭二代目野澤喜八郎）に名を連ねている。延享4年（1747年）11月竹本座『義経千本桜』にて弟弟子の鶴澤本三郎が初代大西藤蔵と大西姓を創始し、平五郎が座っていた筆末に出世している（平五郎は出座せず）。大西姓については、座本の竹田出雲掾から「西（竹本座）に一人踏み止まりし大丈夫の志から」賜った姓であるとのエピソードもあり、座本が本三郎の出世を望んだため、生まれた新姓である。この時点で初代友次郎に続く、三代目の竹本座の立三味線は本三郎改め初代大西藤蔵と決まり、出世レースから脱落した平五郎は豊竹座へ移籍することとなった。（『三味線の人人』では、東西の太夫三味線が入り乱れたのは寛延元年（1748年）『仮名手本忠臣蔵』初演時のいわゆる「忠臣蔵騒動」でのことであり、ひとり本三郎だけが竹本座（西）に留まった功により大西姓を竹田家から賜ったというのは、大西姓への改姓が前年の『義経千本桜』の時であることと矛盾が生じるとの指摘がなされている。一方、『増補浄瑠璃大系図』は東西の入り乱れを寛延3年の『国性爺合戦』としているが、更に順序が狂う）
寛延元年（1748年）11月豊竹座『摂州渡辺橋供養』の番付の立三味線に鶴澤三二と記されており、平五郎事とはついていないものの、師の前名である鶴澤三二を二代目として襲名した。（ひとつ前の公演である同年7月豊竹座『東鑑御狩巻』には鶴澤平五郎と表記）
初代鶴澤三二が竹本座の立三味線であったことから、鶴澤三二が東西（竹豊）両座の立三味線を勤めた名跡となった。
宝暦元年（1751年）10月豊竹座『増補 日蓮聖人御法海』まで豊竹座の立三味線を勤める。
以降は芝居を退座したと伝わり、没年等は不詳。

## 三代目
鶴澤吾八 ⇒ 三代目鶴澤三二 ⇒ 初代鶴澤蟻鳳
初代鶴澤三二門弟。
初代鶴澤蟻鳳につき、『増補浄瑠璃大系図』は、初代友次郎門弟とし、寛保年間より修行をはじめ、寛延元年の東西混乱（いわゆる「忠臣蔵騒動」）の際に東の座（豊竹座）へ移籍し、師匠の没後に立三味線となり、安永8年（1779年）より伊勢路を経て、江戸へ赴き、江戸にて鶴澤蟻鳳と改名。天明7年（1787年）には帰坂し、豊竹座『韓和聞書帖』へ出座とする。『三味線の人人』は、二代目鶴澤三二の門弟とし、宝暦11年（1761年）年に初出座。明和元年（1764年）に三代目鶴澤三二より鶴澤吾八へ改称、安永4年（1775年）吾八より蟻鳳へ改称。天明2年（1782年）を最終出座とする。
二代目蟻鳳につき、『増補浄瑠璃大系図』は、「初代江戸蟻鳳門弟にて前名三代目の三二にて寛政の頃立者なり文化に成て改名致す事実不詳追々聞調て後に出す」として、初代蟻鳳の門弟で三代目三二とするが、詳細は不明であると記す。『三味線の人人』は、初代蟻鳳の門弟で鶴澤利吉 ⇒ 鶴澤三二 ⇒ 二代目鶴澤蟻鳳と改名したとする。
まず、『増補浄瑠璃大系図』であるが、寛延元年のいわゆる忠臣蔵騒動で移籍した三二は二代目である（実際には忠臣蔵騒動ではなく、その前年の『義経千本桜』にて同門の本三郎が初代大西藤蔵と改名したことに由来することは、二代目欄で記述の通り）。また、それに続き豊竹座の立三味線となったのも二代目三二であり、初代蟻鳳ではない。二代目三二と混同している。安永4年（1775年）正月江戸肥前座『吉野静人目千本』の三味線筆頭に鶴澤蟻鳳の名前があることから、安永8年（1779年）に江戸に赴き、初代鶴澤蟻鳳と改名したという点も誤りである。確かに、天明7年（1787年）12月豊竹座『韓和聞書帖』に鶴澤蟻鳳という三味線弾きは出座しているが、江戸三二事鶴澤蟻鳳とあることから、これは門弟の二代目蟻鳳の鶴澤三二からの襲名披露であり、初代蟻鳳ではなく、誤りである。
続いて『三味線の人人』であるが、明和元年（1764年）に三代目鶴澤三二より鶴澤吾八へ改称とする。確かに『義太夫執心録』に明和2年（1765年）肥前掾座へ「吾八」と名乗る三味線弾きが出座していたとの記述がある。明和8年（1771年）正月江戸肥前座『弓勢智勇湊』にも「三味線 鶴澤吾八」がいる。安永2年（1773年）正月江戸肥前座『嫩榕葉相生源氏』の三味線筆頭に鶴澤吾八。同年同座（月不明）『太平記忠臣講釈』にも鶴澤吾八がいる。そして、同年4月豊竹此吉座『伊達娘恋緋鹿子』の筆末に鶴澤三二の名があることから、もし、後の初代蟻鳳がこの鶴澤三二であるとすれば、三代目鶴澤三二 ⇒ 鶴澤吾八 ⇒ 初代鶴澤蟻鳳と改名歴を取るのは誤りとなる。大名跡鶴澤三二をいきなり名乗るのは考えづらく、吾八から三二の襲名であろう。そして、安永4年（1775年）正月江戸肥前座『吉野静人目千本』の三味線筆頭に鶴澤蟻鳳の名前がある。遅くともこの時点で初代蟻鳳は存在しており、安永4年（1775年）蟻鳳へ改称という記述と一致する。また、筆末に鶴澤吾八がいることから、吾八名跡の継承が行われている。以降も、江戸肥前座にて初代蟻鳳と吾八は同座している。
天明3年（1783年）江戸肥前座『石田詰将棋軍配』の番付に床頭取鶴澤蟻鳳とあるのが『義太夫年表近世篇』で確認できる最後の出座。『三味線の人人』が天明2年（1782年）を最後の出座とするのと隔たりは少ない。また、同芝居で鶴澤吾八が三味線筆頭となっている。
このように大坂では鶴澤の元祖名である鶴澤三二の三代目を襲名していたが、江戸に移るに当たり、鶴澤三二の名跡を返上した上で、鶴澤蟻鳳の名跡を興し、初代を名乗っているため、鶴澤三二は鶴澤蟻鳳の前名ではない。そのため、門弟の二代目蟻鳳も鶴澤蟻鳳の前名として鶴澤三二を名乗っているが、これは江戸の鶴澤三二とされているため、鶴澤三二の歴代には数えられていない。
没年等は不詳。

## 代数外
鶴澤利吉 ⇒ 鶴澤三二（代数外） ⇒ 二代目鶴澤蟻鳳
初代鶴澤蟻鳳門弟。
初出座や鶴澤利吉での出座が明らかではなく、鶴澤三二の襲名も不明である。二代目蟻鳳襲名時の番付に「江戸三二」とあることから、（大坂の）鶴澤三二の歴代には数えられていない。
安永7年（1778年）8月北堀江市ノ側芝居 豊竹此吉座『讃州屏風浦』の筆末に鶴澤三二とある。また、安永8年（1779年）『伊勢歌舞伎年代記』に鶴澤三二 始名利吉とある。師匠初代蟻鳳が安永4年（1775年）に初代蟻鳳を襲名していることから、この鶴澤三二は利吉の鶴澤三二（代数外）である。一時的な伊勢や江戸下りの後、天明元年（1781年）には大坂に戻っている。豊竹此吉座の筆末や、同年12月竹本義之助座では三味線筆頭に座っている。天明7年（1787年）12月豊竹座『韓和聞書帖』に江戸三二事鶴澤蟻鳳とあり、二代目鶴澤蟻鳳を襲名している。（筆頭は鶴澤寛治。筆末が蟻鳳）翌天明8年（1788年）9月道頓堀東芝居にては三味線筆頭となっている。寛政8年（1796年）正月江戸土佐座にて江戸下り 鶴澤蟻鳳として筆頭に座っている。同年12月道頓堀東芝居『菅原伝授手習鑑』に三味線筆頭で出座しており、江戸出座は一時的なものであった。師匠初代蟻鳳が江戸で活躍したのとは異なり、大坂で主に活躍した。以降の出座は『義太夫年表近世篇』では確認できない。
鴻池幸武宛て豊竹古靱太夫書簡の書簡番号3「二世喜八郎及三二／名跡の事」に「三二名跡は此頃／死去致しました三二が八代目で私しが／／此人の本全部を預つておりまして／右名前の譲渡書が二代から三代三代から／四代と云ふよふに皆御座いますが三二から／喜八郎にわなつている人わ御ざいません／是はたしかに写違ひと存じ升／又三二から蟻鳳に成つた方も有るよふに／書てあるものも見ております」と山城少掾は記しており、また前述の通り江戸の鶴澤三二であるため、鶴澤三二の歴代には数えられていない。
没年等は不詳。

## 四代目
鶴澤音治郎（音治郎・音二郎） ⇒ 四代目鶴澤三二
初出座等明らかではないが、天明8年（1788年）名古屋若宮境内の番付に鶴澤音治郎とある。音治郎（音次郎・音二郎）を名乗った三味線弾きが各年代におり、明和年間に鶴澤音治郎（音次郎・音二郎）という三味線弾きがいるが、後述の通り寛政年間で四代目三二を襲名したことから、別人である。寛政4年（1792年）2月四条北側東芝居の三味線筆末に鶴澤音次郎の名前がある。同年5月北堀江市の側芝居 豊竹此吉座の番付にも鶴澤音次郎とある。
寛政8年（1796年）3月道頓堀東の芝居の現存する番付に、音二郎事四代目鶴澤三二、初代梶太夫事三代目竹本染太夫、菅太夫事二代目竹本梶太夫の襲名披露を示す書入れが残っているが、三代目染太夫は天明末・寛政初年、二代目梶太夫は寛政6年（1794年）にそれぞれ襲名している。また、四代目三二に関しても、寛政7年（1795年）「諸芝居持主名代座本幷ニ一座出演連名」に「三二」とあることから、既に同年には四代目三二を名乗っていた。寛政12年（1800年）12月堀江荒木芝居にて三味線筆頭に座り、以降堀江芝居や道頓堀大西芝居等で文化5年（1808年）まで三味線筆頭に名を連ねた。天保年間にも出座があり、『染太夫一代記』によれば、晩年は西宮にいた。弘化元年（1844年）～同2年（1845年）の欄に「一、西宮素浄るり。一座有之。梶太夫・広作。熊次郎湊太夫・三二」とある。後に初代吉左衛門に鶴澤三二の名跡を譲った（五代目三二欄参照）。
二代目蟻鳳の前名である鶴澤三二を四代目と数え、この音治郎と初代吉左衛門を両人を五代目とする資料もあるが、山城少掾が記すように、初代吉左衛門が五代目鶴澤三二であるため、音治郎は四代目鶴澤三二となる。

## 五代目
鶴澤辰之介 ⇒ 初代鶴澤吉左衛門 ⇒ 五代目鶴澤三二
長く五代目竹本染太夫（越前大掾）の相三味線を勤める。
師匠や初出座が不明であるが、改名歴によれば、鶴澤辰之介から鶴澤吉左衛門を名乗ったとされている。また、辰三郎から鶴澤吉左衛門を名乗ったとする改名歴もある。辰之介を名乗る三味線弾きは、豊澤辰之介が文化10年（1813年）9月いなり境内を皮切りに、翌文化11年（1814年）6月いなり境内まで存在し、同月同座の6月27日からの芝居番付には鶴澤辰之介が登場するが（豊澤辰之介は無し）、以降辰之介という三味線弾きは番付から消える。文政3年（1820年）5月北の新地芝居で豊澤辰之介が再度番付に登場する。文政5年（1822年）8月四条南側大芝居の番付にも豊澤辰之介がいる。そして、文政6年（1823年）9月堺新地北の芝居の番付に鶴澤辰之助が存在。しかし、同年の見立番付には「世話人　京豊澤辰之介」とある。また、文政8年（1825年）に吉左衛門が江戸に下って後の文政9年（1826年）の見立番付にも「世話人 豊澤辰之介」とあることから、この豊澤辰之介と後に吉左衛門から三二となる辰之助（辰之介）は別人であることがわかる。そのため、鶴澤辰之助（辰之介）に絞った場合、文化11年（1814年）6月いなり境内、文政6年（1823年）9月堺新地北の芝居の番付のみとなる。
『義太夫年表近世篇』で確認できる最初の鶴澤吉左衛門は文政8年（1825年）正月江戸大薩摩座の番付で、「下リ 鶴澤吉左衛門」とある。また、番付についている口上にも「三味線下り鶴沢吉左衛門」とあることから、上方からの江戸下りである。では、上方にて辰之介改鶴澤吉左衛門の襲名が行われたのか、この江戸下りに際して行われたのかは『義太夫年表近世篇』では確認ができない。しかし、この江戸下りの芝居の口上に「当春上方表より太夫三味線人形呼下シ奉御覧入候右太夫名前之儀豊竹筑前竹本越太夫改枡太夫は改名仕候竹本雛太夫竹本房太夫三味線下り鶴沢吉左衛門毎度罷下り候」とあることから、上方で吉左衛門襲名を済ませての江戸下りと考えるのが妥当である。この江戸大薩摩座は、前年文政7年（1813年）4月中旬に再興しており、再興にあたり、既に二代目播磨太夫を名乗っていた三代目蟻鳳が一世一代で鶴澤福寿斎を名乗り出座した。
その大薩摩座で同年8月『兜軍記』の掛け合いを竹本津賀太夫、竹本綱太夫、竹本播磨大掾が勤め、三味線を鶴澤福寿斎が弾いた。一世一代とあることから、以降の福寿斎の出座はなく（後に播磨太夫に復した）、前述の通り翌年正月江戸大薩摩座にて吉左衛門が上方から下ることとなった。文政10年（1827年）3月江戸肥前座にも鶴澤吉左衛門の名前がある。同年5月江戸肥前座出座。6月江戸肥前座では筆末となる。
文政11年（1828年）正月京四条南側大芝居太夫竹本播磨大掾　太夫竹本綱太夫の番付に『恋娘昔八丈』「城木屋の段」「江戸 竹本高麗太夫　鶴澤吉左衛門」とあり、上方に上った。しかし、2月には江戸土佐座で『天網島』「茶やの段」「御目見へ出語り　下り竹本中太夫　三味線鶴澤吉左衛門」とあり、江戸に戻った。中太夫の太夫付でもあるが、三味線欄の下2枚目にも吉左衛門とある。筆頭は二代目鶴澤勝造、筆末は鶴澤清糸。4月は江戸肥前座の下2枚目と江戸での出座を続けた。文政12年（1829年）正月江戸土佐座の番付に「千歳　竹本染太夫　鶴澤吉左衛門」とある。三味線欄では筆末に座っている。天保2年（1831年）江戸土佐座『絵本太功記』「夕がほ棚の段 切」で竹本入太夫の太夫付となっている。三味線欄に吉左衛門の名はない。天保4年（1833年）5月江戸結城座『仮名手本忠臣蔵』「夜討之段」では竹本弦太夫の太夫付。三味線筆末に四代目鶴澤三二がいる。同年8月同座では『刈萱桑門筑紫土産』「高野山の段」で竹本入太夫の太夫付。天保5年（1833年）月不詳江戸結城座では三味線筆頭。
天保6年（1835年）正月江戸結城座の番付の筆末に「吉左衛門事鶴澤勝治郎」とあり二代目清七の前名である鶴澤勝治郎を襲名している。しかし天保7年（1836年）8月16日以前江戸大薩摩座『箱根霊験いざり仇討』「九十九館の段 切」の豊竹巴勢太夫の太夫付で鶴澤吉左衛門がいることから、既に吉左衛門に復したことがわかる。初代鶴澤勝治郎（二代目清七）は『増補浄瑠璃大系図』に「同（文化）十年の頃より東京へ赴き彼地にて評判よく去る御大名様方へ立入稽古致扶持人と迄成て晶眞に預り十余年彼地に住居致し文政八年乙酉秋帰坂致し」とあり、（『義太夫年表近世篇』ではその期間も上方の番付に鶴澤勝治郎が存在する）文政7年（1824年）正月江戸結城座では三味線筆頭に座る等、江戸で活躍し、文政8年（1825年）10月御霊社内では初代巴太夫の太夫付で「三味線 江戸 鶴澤勝次郎」と記されており、本拠地が江戸であったことがわかる。同年正月に吉左衛門は江戸に下っているため、勝次郎の江戸滞在と時期が被ることになる。二代目清七と初代吉左衛門の間に師弟関係があったかは不明であるが、この江戸滞在の長かった勝治郎の名跡を吉左衛門が一時期であれ襲ったことは、勝治郎の後継者を自任していた表れである。しかし、鶴澤清七は大坂の名跡であるため（三代目清七は初代勝右衛門が襲名した）、吉左衛門の勝治郎は認められることなく、すぐに吉左衛門に復した。翌文政9年（1826年）の見立番付では「大関 大坂 鶴澤勝治郎」とあり、二代目清七の本拠が大坂に戻っている。
天保11年（1840年）5月京四条南側大芝居では三味線欄中央に座る。翌6月同座では筆末に（筆頭は四代目寛治）。9月では下2枚目に（筆末は初代燕三）。同年の見立番付は世話人。天保12年（1841年）正月京北側大芝居太夫竹本綱太夫では筆末に。筆頭は別書きで四代目寛治、上2枚目に初代燕三。以降もこの京都の芝居に筆末で出座。筆頭は6月より初代勝七。初代清六は初代大隅太夫の太夫付。上2枚目に鶴澤安次郎（初代清八）。同年の見立番付では「京 鶴澤吉左衛門」として世話人に。天保13年（1842年）4月京四条南側大芝居では三味線筆頭に座る。筆末に初代燕三。天保14年（1843年）2月28日以前の大坂の番付では『国性爺合戦』「獅子ヶ城の段 切」で五代目竹本染太夫の太夫付となっている。三味線欄の筆頭は二代目伝吉、筆末は初代燕三。同年2月北堀江市の側芝居太夫竹本染太夫『仮名手本忠臣蔵』他では筆末に。筆頭は二代目伝吉。同年4月同座でも筆末。筆頭は二代目伝吉。同年9月の兵庫への巡業では三味線筆頭に。筆末が二代目伝吉（筆頭が伝吉で、吉左衛門がいない別版もある）。同年12月道頓堀若太夫芝居太夫竹本染太夫では筆末に。筆頭が伝吉改四代目友治郎。染太夫の太夫付で勝鳳改三代目吉兵衛。同年の「三都太夫三味線人形改名附録」には「辰之介 改吉左衛門」とある。同年の見立番付では行司欄に「京 鶴澤吉左衛門」とあり、大坂で出座しているが、京となっている。
弘化元年（1844年）正月道頓堀若太夫芝居では筆末に。筆頭は四代目友治郎。下2枚目に初代清八がいる。弘化2年（1845年）10月西宮芝居太夫竹本綱太夫　竹本染太夫では『国性爺合戦』「三段目 切」を語る竹本染太夫の太夫付。同じく紋下の竹本綱太夫は『伊賀越道中双六』「岡崎の段」を語り、三代目伝吉が太夫付となっている。翌11月兵庫芝居では綱太夫が抜け、紋下は染太夫のみで吉左衛門は三味線筆頭に座っている。同年の見立番付では単独で世話人に座る。弘化3年（1846年）は染太夫の巡業に同行。8月上旬伊勢古市芝居小家の番付では筆末。筆頭は三代目清七。同年の見立番付では東前頭6枚目。しかし秋の見立番付では行司となっている。弘化4年（1847年）正月兵庫定芝居では三味線筆頭。筆末が四代目友治郎。同年9月道頓堀竹田芝居でも三味線筆頭。上2枚目に初代團平がいる。
嘉永元年（1848年）の見立番付では東前頭2枚目（筆頭が初代清六）。同年8月の「三都太夫三味線人形改名録」には「辰三郎改 鶴澤吉左衛門」とある。しかし辰三郎を前名とするのはこの改名録のみである。同年の見立番付「てんぐ噺」には「音力はまたとあるまい秋津しま二代鑑は天下一なり竹本染太夫　鶴澤吉左衛門」と記されている。
嘉永2年（1849年）7月道頓堀若太夫芝居は五代目染太夫改竹本越前大掾藤原明郷の受領披露で、『赤松円心緑陣幕』「いのりの段 切」を語る越前大掾の太夫付に鶴澤吉左衛門がいる。同じく初代清八が『生写朝顔話』「奥さしきだん 大井川のだん」を語る初代大住太夫の太夫付となっている。同年9月兵庫定芝居でも越前大掾の太夫付となっている。
『染太夫一代記』によれば、同年9月に兵庫にいた四代目三二より鶴澤三二名跡を貰い受け、五代目鶴澤三二を襲名した。「このとき兵庫に芝居ありて、師匠越前大掾はじめ巴太夫、駒太夫出勤にて、則ちけふが初日なり。于時このたび兵庫において、鶴沢吉左衛門事鶴沢三二と改名致さるゝ。その元の三二はこの兵庫の出生にて、越前大掾並びに兵庫ならや仲人にてこの名前を貰ひ受け、吉左衛門にゆづられし。幸ひ当日名前譲り渡しの祝ひ日とて、元の三二が宅にて、ならや並ぴに大掾もろとも打ち寄り居られし事ゆゑ、梶太もこの地へ立ち寄りたる事幸ひ、名前譲りのお目出度の座並につらなり、無事に相済み、それより師匠大掾、梶太夫も同伴にて、ならや御宅へ召連れられまたもや酒宴、さまざま馳走になりて」同書の弘化元年（1844年）～同2年（1845年）の欄に「一、西宮素浄るり。一座有之。梶太夫・広作。熊次郎湊太夫・三二」とあり、西宮は兵庫であるから、この四代目鶴澤三二から三二名跡を譲られている。
嘉永3年（1850年）9月道頓堀竹田芝居『道中双六 乗掛合羽 伊賀越』で初代吉左衛門事五代目鶴澤三二を襲名。二代目豊竹古靱太夫（山城少掾）の番付書き込みに「初代吉左衛門五代三二ヲ相続ス越前大掾ノ合三味線也」とある。しかしこれは大坂での襲名披露であり、前述の通り前年に兵庫で襲名済である。
以降も、五代目鶴澤三二として相三味線の越前大掾が紋下を勤める芝居で筆末に座っている。筆頭は三代目清七。初代燕三が出座している場合には下2枚目に下がることもあった。
嘉永5年（1852年）正月四条道場かげゑ（影絵）の芝居で『新薄雪』「中の巻」竹ノ本越前　三味線鶴澤三二とある。2月のかげゑ（影絵）の芝居にも出座している。以降、越前大掾の芝居出座がなく、同様に鶴澤三二の出座も『義太夫年表近世篇』では確認できない。しかし見立番付には鶴澤三二の名があり前頭が多かったが、安政元年（1854年）の見立番付では西小結に昇格。関脇は初代清六。元治元年（1864年）の見立番付では西大関に昇格。以降見立番付からも名が消えている。没年等は不詳。
吉左衛門の名跡は初代清八の門弟が二代目を襲名している。また鶴澤蟻鳳の名跡も初代清八が一時期名乗っていたため、吉左衛門と蟻鳳の名跡を清八に譲っている。鶴澤三二の名跡は以降友治郎の系譜である豊吉・伝吉の系譜から六代目と七代目が出る事となったが、八代目三二は二代目吉左衛門の門弟から出ており、吉左衛門の系譜に鶴澤三二が戻ることとなった。

## 六代目
鶴澤小熊 ⇒  鶴澤亀助（亀介） ⇒ 三代目鶴澤豊吉 ⇒ 五代目鶴澤伝吉 ⇒ 六代目鶴澤三二
五代目鶴澤友次郎門弟。
『増補浄瑠璃大系図』によれば、西京の出身で、幼名は小熊といった。初出座等詳らかではないが、『義太夫年表近世篇』では嘉永7年（1854年）閏7月博労町いなり境内北の門新席『五天竺』の番付に鶴澤小熊とあり、竹本房太夫を弾いている。この房太夫は後に三代目竹本寿太夫となる人で、同芝居では、二代目津賀太夫改竹本山城掾、二代目寿太夫改三代目竹本津賀太夫の大坂での襲名披露が行われている。同年10月因幡薬師境内『箱根霊験躄仇討』「餞別の段」で房太夫事三代目竹本寿太夫を弾く。このように竹本山城掾の一座に出座していた。
翌安政2年（1855年）京四条北側大芝居太夫 竹本長登太夫『伊賀越道中双六』他にて、小熊事鶴澤亀介（亀助）と改名。番付には二代目寿太夫事三代目竹本津賀太夫、房太夫事三代目竹本寿太夫とあることから、一連の山城掾、津賀太夫、寿太夫の襲名披露の中で亀助へ改名した。安政5年（1858年）頃から四代目竹本濱太夫（後の四代目津賀太夫）を弾く。この後も長く濱太夫を弾いていたが、濱太夫ともう一人を弾くこともあり、慶応2年（1866年）9月四条道場北の小家「三勝 酒屋の段」で初代竹本殿母太夫（後の六代目綱太夫）を弾いている。
師匠二代目鶴澤豊吉（後の五代目鶴澤友次郎）が元治元年（1864年）12月四条北側大芝居の素浄瑠璃興行にて二代目豊吉改三代目鶴澤伝吉を襲名した後、慶応2年（1866年）10月四条道場北ノ小家太夫 竹本山城掾『大江山酒吞童子』にて「頼光館の段」を語る豊竹三光斎を弾き、亀介改三代目鶴澤豊吉を襲名。三代目竹本津太夫（後の七代目綱太夫）を弾く鶴澤小熊もおり、後に師名の亀助を襲名する。以降は、濱太夫ではなく豊竹三光斎を弾いている。
慶応3年（1867年）6月四条道場芝居『木下蔭狭間合戦』の番付にも亀介事三代目鶴澤豊吉とあり、名代 宇治嘉太夫 太夫 六代目竹本染太夫の大芝居にての襲名披露が行われた。座組は山城掾、五代目春太夫、三代目津賀太夫、六代目竹本むら太夫（後の六代目政太夫）、三代目竹本津夫…他であり、師匠の五代目友次郎が三味線の筆頭となっている。同年以降は三代目津賀太夫を弾いている。明治改元以降も山城掾の一座に出座し、『義太夫年表明治篇』では道頓堀竹田芝居での出座が確認できる。
明治5年（1872年）10月京四条道場 宇治嘉太夫芝居にて三代目豊吉改五代目鶴澤伝吉を襲名。『絵本太功記』「尼ヶ崎の段 切」で三代目竹本津賀太夫を弾いた。同芝居では小熊改め二代目鶴澤亀助、大筆太夫改三代目竹本蟠龍軒等の襲名披露が行われている。六代目鶴澤三二の襲名披露は不詳だが、『増補浄瑠璃大系図』によれば、「後四代目豊吉へ伝吉を譲りて其身は元祖の大名を貰ひて又々改名して（六代目）鶴澤三二と成て出勤致す」とあり、弟弟子の鶴澤庄次郎は遅くとも明治6年（1874年）11月には四代目鶴澤豊吉を襲名しており（同月道頓堀竹田芝居『伊賀越え乗掛合羽』他に鶴澤豊吉の名前がある）、明治17年（1884年）4月に弟弟子の二代目友之助が五代目豊吉を襲名していることから、四代目鶴澤豊吉の五代目鶴澤伝吉の襲名は同年までに行われたことになり、五代目伝吉の六代目鶴澤三二の襲名披露も同様となる。
没年等は不詳。

## 七代目
鶴澤常吉 ⇒ 鶴澤小庄 ⇒ 二代目鶴澤友之助 ⇒ 五代目鶴澤豊吉 ⇒ 七代目鶴澤三二
本名：田村常吉。通称：田村歌。五代目鶴澤友次郎門弟。嘉永6年（1853年）京都市生まれ。
明治元年（1868年）7月鶴澤常吉で初出座。以降、文楽の芝居・松島文楽座に出座する。
明治2年（1869年）3月稲荷社内東芝居（文楽の芝居）で常吉改鶴澤小庄と改名。
明治6年（1873年）2月松島文楽座『義経千本桜』で小庄改二代目鶴澤友之助を襲名。
明治8年（1875年）3月まで松島文楽座に出座、以降は師匠五代目友次郎が出座する道頓堀竹田芝居へ移る。同年9月の道頓堀竹田芝居 太夫竹竹本春太夫の番付に鶴澤友之助が確認できる。
明治17年（1884年）4月松島文楽座で二代目友之助改五代目鶴澤豊吉を襲名。『國言詢音頭』「五人伐の段」で二代目長尾太夫を弾いた。
「此君帖」には明治21年七代目鶴澤三二を襲名とある。
明治27年（1894年）9月30日没。享年42歳。戒名：釋常楽。京都鳥辺山本寿寺。
一時初代豊澤團平の養子となっていた。六代目友次郎の三味線の手ほどきをした。実子に三代目鶴澤友之助。

「鶴澤豊吉ハ一時清水町團平師ノ／養子と成られし京都ノ通称田村歌と申五世友次郎／師ノ門人にて始め友之助と名乗り後ニ此二代長尾太夫ノ合／三味線となり阪地へ出座五代目豊吉を襲名其御人／で有後年七世三二を相続す明治廿七年九月三十日死／行年四十二当今の六世友次郎氏の手ほどきの／御師匠さんまた近い頃亡しました友之助の実父になり／ます」と豊竹山城少掾が記している。

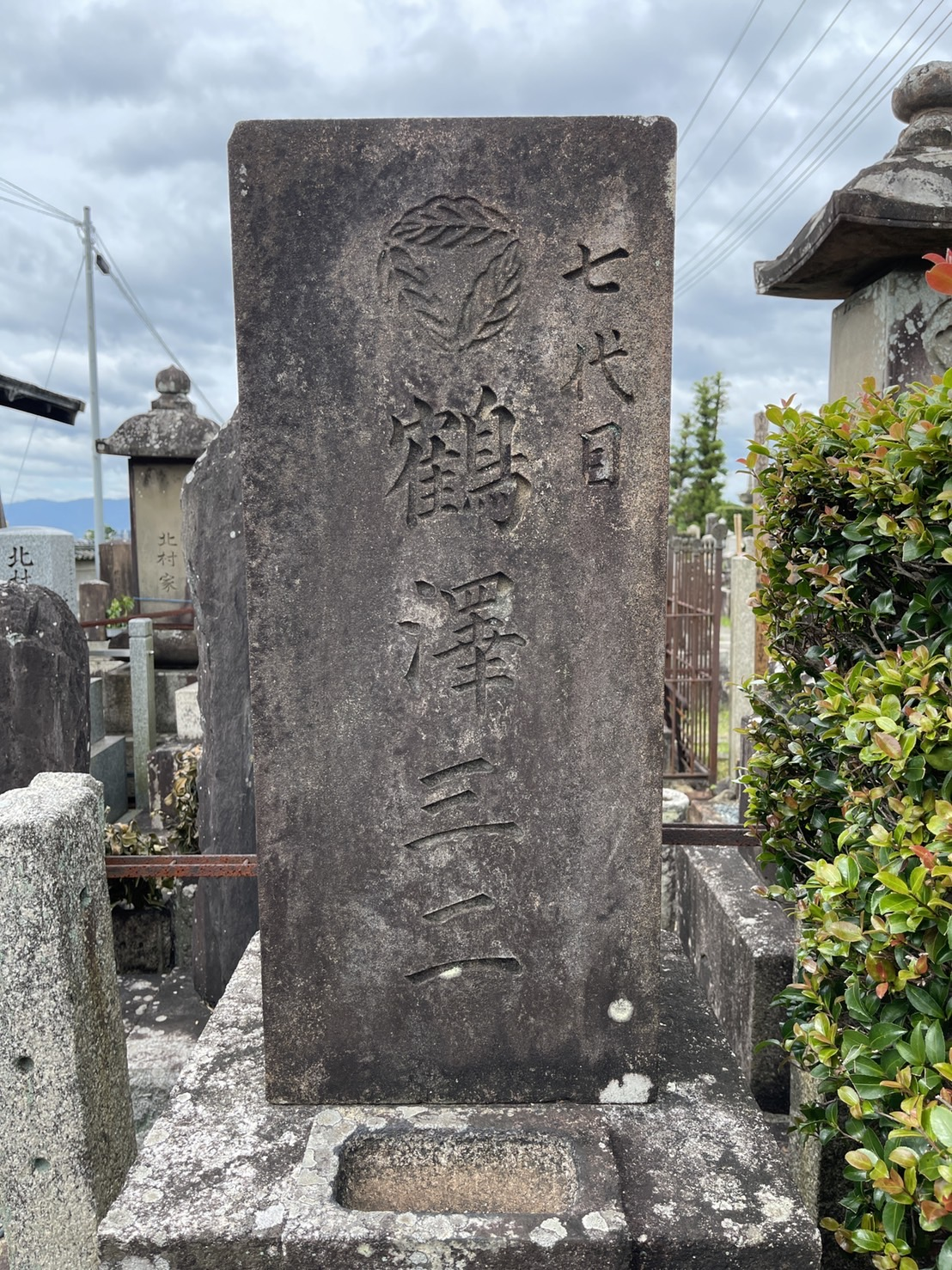
七代目鶴澤三二の墓

## 八代目
（文久2年（1862年）4月25日 - 大正7年（1918年）6月29日）
鶴澤吉丸 ⇒ 二代目鶴澤三造 ⇒ 四代目鶴澤徳太郎 ⇒ 八代目鶴澤三二
本名：佐山種三郎。大阪市南区綿屋町出身。二代目鶴澤吉左衛門、二代目鶴澤清六（三代目徳太郎）門弟。後に二代目鶴澤勝七、五代目豊澤廣助の門弟。
明治7年（1874年）1月道頓堀竹田芝居太夫竹本山四郎の芝居の番付に鶴澤吉丸の名がある。筆頭は初代鶴澤清六。明治8年（1875年）5月まで道頓堀竹田芝居に出座。明治9年（1876年）11月道頓堀弁天座の初代鶴澤清六引退披露に出座。明治10年（1877年）2月より初代豊竹古靱太夫が座頭となり興行を始めた御霊社内東小家に師二代目吉左衛門と共に出座。後に師匠となる三代目徳太郎（二代目清六）と一座している。翌3月同座『壇浦兜軍記』「琴責めの段」で師二代目吉左衛門の三味線に対し、胡弓を弾いている。三味線のツレは三代目徳太郎。
明治11年（1878年）2月の初代古靭太夫が斬殺された芝居まで御霊社内小家に出座し、3月より大江橋席太夫竹本山四郎の一座に師吉左衛門と共に移る。明治12年（1879年）/明治13年（1880年）に師二代目鶴澤吉左衛門没。そのため、三代目鶴澤徳太郎（二代目鶴澤清六）の門弟となる。二代目鶴澤三造と改名した芝居は明らかではないが、『此君帖』は明治15年（1882年）とする。
師二代目清六が六代目綱太夫に請われ、明治15年（1882年）東京へ下ったため、大阪に残った二代目三造は師二代目清六の同門（初代清六門弟）である二代目鶴澤勝七の門弟となった。このように二代目清六門弟を挟んで、二代目勝七の門弟となったため、二代目吉左衛門の没後、すぐ二代目勝七の門弟となった吉左衛門一門では弟弟子だった初代友松（初代道八）が、二代目勝七一門では兄弟子となり、三造が弟弟子となるという逆転現象が起こった。
「我々（二代目勝七）門人――高弟の玉助（後の四代目勝七）、私、徳太郎（四代目で、後の八代目三二、この人は吉左衛門さんの門弟では高弟でしたが、勝七師匠への入門は遅れていましたから下位でした）」という記述が『道八芸談』にある。
明治19年（1886年）1月御霊文楽座の番付より鶴澤三造の名が確認できる。明治23年（1890年）9月御霊文楽座にて三造改四代目鶴澤徳太郎を襲名。明治33年（1900年）3月御霊文楽座にて四代目徳太郎改八代目鶴澤三二を襲名。以降、中央に座る。明治34年（1901年）師二代目勝七が没したため、当時の文楽座の三味線筆頭である五代目豊澤広助の門弟となる。これは師を失い独立前であった40手前の八代目三二を一座の三味線の責任者が預かったという形式的なものである。
明治38年（1905年）1月御霊文楽座では筆末に。明治41年（1908年）6月御霊文楽座より、欄外だった二代目鶴澤寛治郎がハコに入る（三味線の文字は無し）。八代目三二は三味線欄の筆末のまま。明治42年（1909年）1月御霊文楽座三代目清六と並び欄外へ。同年3月同座では三味線の文字はないものの、三味線欄と同じ高さのハコに三代目清六と入る。以降、ハコに入る番付とハコに入らない番付がある。明治43年（1910年）1月御霊文楽座では三代目清六が三味線欄の筆末に移り、四代目鶴澤勇造（五代目鶴澤文蔵）と共に三味線と記されたハコに入る。
大正3年（1914年）1月御霊文楽座より上2枚目へ。筆頭は2本線で区切られたハコの六代目豊澤広助である。上3枚目に三代目鶴澤清六。この時より五代目鶴澤徳太郎が文楽座へ出座し、欄外に記される。以降も、文楽座の上2枚目に座り続け、大正7年（1918年）6月23日初日の御霊文楽座の番付上2枚目に名を刻むも、6月29日没。享年57歳。戒名は寂光院浄養清風居士。墓所は大阪小橋光昭寺。
大正8年（1919年）6月17日大阪市東区小橋光照寺にて八代目鶴澤三二の建墓式が営まれる。
幼名吉丸時代に初代豊竹古靱太夫に可愛がられ、初代古靭太夫の墓に親柱を寄進している。その縁で「豊竹古靭太夫」の名跡を預かり、師匠の名跡竹本津太夫を継げなくなり、さらに竹本綱太夫襲名を辞退し、継ぐ名前のなかった竹本津葉芽太夫に二代目豊竹古靱太夫の襲名を勧めた。
「三代目清六さんが私の合三味線になつて下さることに話がすゝみまして、「清六さんに弾いて貰ふのやつたら、古靱を襲名したらどうや」と、古靱の名跡を預つてゐられた八代目鶴沢三二さん前名四代徳太郎からお話があつたので、こんどは私も悦んでお受けしたのでした。……三二さんは初代古靱さんに子供の時から大変に可愛がられた方で、その頃はまだ若くて、吉丸といつてゐられた時分ですが、凶変のあつた土田の小屋が開場ときまつて、巡業先の紀州の新宮から一座が帰阪する時でも、三二さんは古靱さんと相駕籠だつたさうです。古靱さんが歿くなられるとから、名跡はずつと三二さんが預つてゐられて三十二年目に私が襲名したわけでした。それまでにも、古靱を継ぎたいといふ申し出は、いくらもあつたんださうですが、大隅さんや法善寺の師匠が「あんなもんに継がされん」といつて納得されないもんで、初代のお弟子にさへ継がさなかつたんださうです。それほどに師匠がたが重んじてゐられた、一代の名人の名跡を私が継ぐことが出来ましたのは、もちろん三二さんの御厚意もありますが、ひとへにこれは清六さんに弾いていたゞくことになつたお蔭だつたのです。」と、この経緯について二代目豊竹古靱太夫は記している。
鴻池幸武宛て豊竹古靱太夫書簡の書簡番号3「二世喜八郎及三二／名跡の事」に「三二名跡は此頃／死去致しました三二が八代目で私しが／／此人の本全部を預つておりまして／右名前の譲渡書が二代から三代三代から／四代と云ふよふに皆御座いますが三二から／喜八郎にわなつている人わ御ざいません／是はたしかに写違ひと存じ升／又三二から蟻鳳に成つた方も有るよふに／書てあるものも見ております」と山城少掾は記しているため、歴代の鶴澤三二の譲渡書を所有していた。